# Antoni Teodor Ostaszewski
Antoni Teodor Ostaszewski (1837-1909) – inżynier, budowniczy mostów, filantrop, uczestnik powstania styczniowego.

## Życiorys
Urodził się 22 listopada 1837 roku w Serocku jako syn Walentego Ostaszewskiego, porucznika w powstaniu listopadowym, i Marianny z Dąbrowskich. Ukończył studia inżynierskie w Szkole Głównej Warszawskiej. 
Wziął udział w powstaniu styczniowym, za co na krótko trafił do więzienia carskiego. 
W 1865 roku zbudował most łyżwowy we Włocławku (most przetrwał pół wieku, został zniszczony w I wojnie światowej). 
Udzielał się społecznie we Włocławku. Był m.in. założycielem i pierwszym naczelnikiem straży pożarnej we Włocławku. 
Następnie był inżynierem w Płocku. Pod koniec życia nabył majątek ziemski Kruszynek koło Włocławka.
W testamencie zapisał 5000 rubli na Towarzystwo Włocławskie Wspomagania Biednych, z przeznaczeniem na wspieranie ubogich mieszkańców Włocławka i mieszkańców parafii Kruszyn koło Włocławka. 
Zmarł 23 grudnia 1909 w Warszawie. Został pochowany na cmentarzu Powązkowskim (kwatera 173-5-15/16).
Był dwukrotnie żonaty: w 1868 roku z Bronisławą Grąbczewską (1844-1872) i w 1874 roku Teresą Gołkowską (1844-1926). Miał siedmioro dzieci: 1. Władysław Lucjan (ur. 1868), 2. Maria Jadwiga (ur. 1870) zamężna z Zygmuntem Górskim, 3. Jan Kazimierz (1872-1906) żonaty z Anielą Leską, 4. Antoni Teodor (1875-1917), 5. Stanisław Bonifacy (1876-1938), 6. Teresa Lukrecja (1879-1949) zamężna z Teodorem Dembińskim i 7. Mieczysław Hipolit (1881-1910). 